# Selskabet for Udgivelse af Kilder til Dansk Historie
Selskabet for Udgivelse af Kilder til Dansk Historie  (Kildeskriftselskabet) er et dansk selskab, der udgiver kilder og hjælpemidler til studiet af dansk historie.

## Selskabets virksomhed
Kildeskriftselskabet blev stiftet i januar 1877 af en gruppe yngre historikere. Blandt stifterne var C.F. Bricka, Kristian Erslev, J.A. Fridericia, A.D. Jørgensen og Johannes Steenstrup.
Selskabet blev stiftet for at udføre arbejdet med at samle og udgive kilder til dansk historie. Det drejede sig først og fremmest om dokumenter til Middelalderens historie,  men alle perioder i Danmarkshistorien er repræsenteret i selskabets udgivelser. Indenfor de sidste 25 år er repertoiret udvidet, således at der også udgives kilder til 1900-tallets historie.
Selskabets politik har fra starten været at kildeudgivelserne skal være tilgængelige til alle der har brug for dem og at "selskabets publikationer derfor skal kunne anskaffes til beskedne priser". Denne politik har selskabet kunne udføre ved hjælp af støtte fra en lang række fonde og stiftelser.
Selskabet udgiver hvert 25. år en kort beretning om dets virksomhed, der også indeholder bibliografi over dets publikationer.

## Selskabets bestyrelse
I perioden 1877-1931 blev selskabet bestyret af et forretningsudvalg på 3 personer hvoraf 1 person blev udskiftet ved valg hvert år, og ikke kunne genvælges. Fra 1932 og frem blev denne administration udskiftet med en bestyrelse bestående af en formand, kasserer og sekretær.

### Formand
- Ellen Jørgensen 1932-38
- Axel Lindvald 1938-48
- Astrid Friis 1948-66
- Sune Dalgård 1966-78
- Erling Ladewig Petersen 1978-81
- Ole Fenger 1981-85
- Inga Floto 1985-91
- Hans Kirchhoff 1991-97
- Gunner Lind 1997-2008
- Sebastian Olden-Jørgensen 2008-

### Kasserer
- Poul Nørlund 1932-38
- Georg Galster 1938-59
- Kristof Glamann 1959-68
- Vello Helk 1969-75
- Morten Westrup 1975-79
- Steffen Heiberg 1979-83
- Inger Dübeck 1983-89
- Erik Gøbel 1989-98
- Jørgen Mikkelsen 1998-2008
- Niels Geert Bolwig 2008-

### Sekretærer
- Holger Hjelholt 1932-56
- Sune Dalgård 1956-65
- Erling Ladewig Petersen 1965-68
- Niels Skyum-Nielsen 1968-73
- Karen Hjorth1973-80
- Helge Gamrath 1980-84
- Jørgen Steen Jensen 1984-90
- Erik Nørr 1990-99
- Bo Fritzbøger 1999-2008
- Michael Bregnsbo 2008-

## Ekstern henvisning
- Kildeskriftselskabets hjemmeside